# Парчін – Сангбаст
Парчін – Сангбаст – іранський газопровід, котрий сполучає столичний регіон з північним сходом країни.
Станом на другу половину 2000-х у район Тегерану вивели чотири потужні магістральні газопроводи від південних родовищ країни (IGAT I, IGAT II, IGAT III, IGAT IV), що створювало передумови для подальшого розвитку газотранспортної системи у напрямку на схід від столиці. Водночас, вбачалось доцільним сполучити столичний регіон з північним сходом країни, куди міг надходити імпортований ресурс із головних туркменських родовищ (на початку 21 століття Іран традиційно відчував дефіцит природного газу під час пікового споживання на тлі зимових холодів, а тому був вимушений звертатись до імпорту). 
Враховуючи наведені вище причини, в 2008 – 2010 роках ввели в експлуатацію газопровід діаметром 1200 мм, який простягнувся від Парчіну (на південний схід від околиць Тегерану) до Сангбасту (південніше від другого за розмірами міста країни Мешхеду). Він пройшов через Гармсар (можливо відзначити, що сюди ще в 20 сторіччі проклали від тегеранської агломерації газопровід діаметром 400 мм), Семнан (центр однойменної провінції, де з розрахунку на поданий по трубопроводу ресурс спорудили ТЕС Семнан), Дамган, Шахруд (тут невдовзі звели ще одну розраховану на блакитне паливо ТЕС Шахруд), Мауамі, Себзевар. В Сангбасті систему сполучили із введеним в 2010 році трубопроводом з Довлетабаду, котрий і призначався для подачі туркменського газу.
Довжина основної частини газопроводу становить 790 км. Крім того, виконали цілий ряд відгалужень. Наприклад, від Мауамі на північ до Дашт-і-Шад прокладений трубопровід довжиною 96 км та діаметром 1050 мм. А в районі Себзевару також на північ відходить відгалуження довжиною 83 км, виконане в діаметрах 750 мм (перші 48 км до перемички, яка живить Себзеварський металургійний завод, де використовують розрахований на використання великих обсягів природного газу метод прямого відновлення заліза) та 500 мм (завершальний відтинок до Ісфарайєну).
Маршрут трубопроводу Парчін – Сангбаст пролягає південніше від гір Ельбурс, при цьому паралельно йому, але з північної сторони цієї витягнутої у широтному напрямку гірської системи, тягнеться споруджений ще в 1980-х газопровід Хангіран – Нека (одне з його відгалужень перетинало Ельбурс та виходило до згаданого нещодавно Шахруду). У другій половині 2010-х ці системи з’єднали газопроводом Дамган – Нека.
Існують плани спорудження другої нитки Парчін – Сангбаст, ресурс для повинен надходити виключно з родовищ самого Ірану (з 2016-го через цінову суперечку імпорт туркменського газу до Ірану зупинився). Він подаватиметься з півдня країни по газопроводу IGAT VIII та перемичці Кум – Парчін (тендер на спорудження останньої оголосили у другій половині 2010-х).